# Матран
Матран (фр. Matran) — громада  в Швейцарії в кантоні Фрібур, округ Сарін.

## Географія
Громада розташована на відстані близько 33 км на південний захід від Берна, 5 км на захід від Фрібура.
Матран має площу 2,9 км², з яких на 29,5% дозволяється будівництво (житлове та будівництво доріг), 51% використовуються в сільськогосподарських цілях, 19,2% зайнято лісами, 0,3% не є продуктивними (річки, льодовики або гори).

## Демографія
2019 року в громаді мешкало 1543 особи (-0,6% порівняно з 2010 роком), іноземців було 21,5%. Густота населення становила 530 осіб/км².
За віковим діапазоном населення розподілялося таким чином: 23,3% — особи молодші 20 років, 62,3% — особи у віці 20—64 років, 14,3% — особи у віці 65 років та старші. Було 577 помешкань (у середньому 2,6 особи в помешканні).
Із загальної кількості 1544 працюючих 7 було зайнятих в первинному секторі, 755 — в обробній промисловості, 782 — в галузі послуг.